# Micromouse

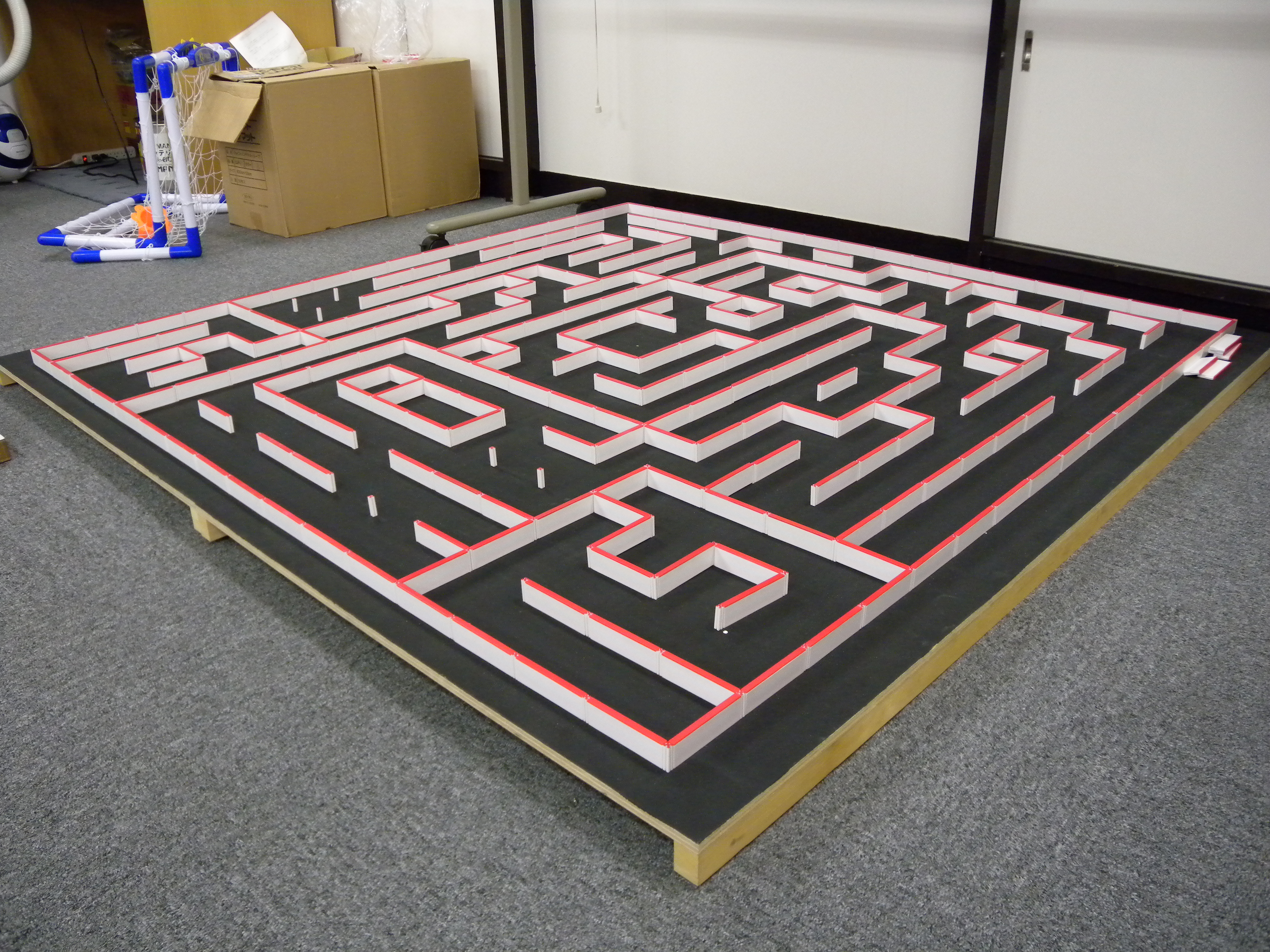
Labirynt micromouse

Micromouse – rodzaj zawodów robotów, w których robot 'mysz' ma do pokonania labirynt złożony z płaskiej powierzchni i ułożonych pojedynczych ścianek.
Początki micromouse datuje się na późne lata 70. XX wieku.
Zawody odbywają się na całym świecie, jednak najbardziej popularne są w Wielkiej Brytanii, Stanach Zjednoczonych, Japonii, Singapurze, Indiach i Południowej Korei.
Klasyczny labirynt jest ułożony w kwadracie powstałym po połączaniu 16 ścianek na wszystkich jego bokach, gdzie każda z nich ma 180 mm długości i 50 mm wysokości. Myszy to kompletnie autonomiczne roboty, które mają za zadanie znalezienie drogi z wcześniej ustalonej początkowej pozycji do centralnej, nieuzbrojonej części labiryntu. Roboty potrzebują zapamiętać ścieżkę po której się poruszały, wykrywać ścianki podczas rozwiązywania, nakreślać labirynt oraz zorientować się kiedy dotarły do celu. Od momentu jego osiągnięcia, dokonują ogólnych dodatkowych przeszukań labiryntu dopóki znajdą optymalną ścieżkę od pozycji początkowej do centralnej. Odkąd optymalna droga zostaje odnaleziona, myszy podążają tą ścieżką w najkrótszym możliwym czasie.
Robo-mysz może poruszać się ponad trzy metry na sekundę, w zależności od zaprojektowanego labiryntu. Stosuje ona różne algorytmy przeszukiwania.
Powszechne algorytmy używają wariacje:
- metod wypełnienia Bellmana,
- Algorytm Dijkstry,
- A* algorytmu przeszukiwania,

wśród różnych algorytmów przemierzania grafów i drzew.
Nowsze wersje micromouse nazywane Half Size Micromouse zostały wprowadzone na 30. zawodach All Japan Micromouse Competition w roku 2009. Zamiast labiryntu o rozmiarze 16x16, w nowej konkurencji używany jest labirynt o rozmiarze 32x32, ale tej samej kwadratowej powierzchni. Wymiary komór i ścian zostały zredukowane, zapewniając nową rozrywkę.
Kato-san, Ng Beng Kiat oraz Nakashima-san to jedni z najlepszych konstruktorów robo-myszy.
Aktualny światowy rekord w rozwiązaniu labiryntu przez robo-mysz to około czterech sekund. Został ustanowiony przez Kato-san.